# Luisa Fuentes
Luisa Estela Fuentes Quijandria (ur. 19 sierpnia 1948 w Limie, zm. 28 maja 2025)  – peruwiańska siatkarka. Reprezentantka kraju na igrzyskach olimpijskich w Meksyku i Montrealu. Srebrna medalistka igrzysk panamerykańskich w 1967, 1971, 1975 i 1979. Wielokrotna medalistka mistrzostw Ameryki Południowej.